# Эльменрейх, Франциска
Франциска Эльменрейх (нем. Franziska Ellmenreich; 1847—1931) — немецкая актриса.

## Биография
Франциска Эльменрейх родилась 28 января 1847 года в городе Шверин. Происходила она из знаменитой актёрской династии Эльменрейх, дочь Альберта Эльменрейх.
Франциска Эльменрейх вышла замуж за драматурга Richard Freiherr von Fuchs-Nordhoff (1855—1897). В браке был рождён сын Felix Freiherr von Fuchs-Nordhoff (1881—1945), ставший впоследствии художником и дочь Irene Marie Lührsen (1883—1968) тоже ставшая художником.
С 1862 года играла на сценах театров Германии (дебютировала в Майнингене затем были театры в Касселе и Ганновере), в 1869 году гастролировала в Венском Бургтеатре, в 1881—1883 гг. гастролировала в США и Англии, затем выступала в театрах Гамбурга, Берлина, Вены.
Франциска Эльменрейх участвовала в основании Немецкого театра в Гамбурге, играла на его сцене с 1901 года по 1912 год.

## Роли в театре
- «Ромео и Джульетта» Шекспира — Джульетта[1]
- «Двенадцатая ночь» Шекспира — Виола
- «Отелло» Шекспира — Дездемона
- «Минна фон Барнхельм» Лессинга — Минна фон Барнхельм
- «Коварство и любовь» Фридриха Шиллера — леди Мильфорд
- «Орлеанская дева» Шиллера — Иоанна д’Арк
- «Мария Стюарт» Шиллера — Мария Стюарт
- «Дама с камелиями» Дюма-сына — Маргарита

## Память
В память об актрисе названа одна из улиц в Гамбурге. Она находится в квартале St. Georg